# Medagliati olimpici nel nuoto maschile
Elenco dei vincitori di medaglia olimpica nel nuoto, a partire dalla prima edizione di Atene 1896 fino a quella di Parigi 2024.

## Albo d'oro

### Stile libero

#### 50 metri
| Edizione                                      | Oro                                           | Argento                                      | Bronzo                                       |
| --------------------------------------------- | --------------------------------------------- | -------------------------------------------- | -------------------------------------------- |
| Seul 1988                                     | Matt Biondi                                   | Tom Jager                                    | Gennadij Prigoda                             |
| Barcellona 1992                               | Aleksandr Popov                               | Matt Biondi                                  | Tom Jager                                    |
| Atlanta 1996                                  | Aleksandr Popov                               | Gary Hall Jr.                                | Fernando Scherer                             |
| Sydney 2000                                   | Gary Hall Jr.                                 | —                                            | Pieter van den Hoogenband                    |
| Sydney 2000                                   | Anthony Ervin                                 | —                                            | Pieter van den Hoogenband                    |
| Atene 2004                                    | Gary Hall Jr.                                 | Duje Draganja                                | Roland Schoeman                              |
| Pechino 2008                                  | César Cielo Filho                             | Amaury Leveaux                               | Alain Bernard                                |
| Londra 2012                                   | Florent Manaudou                              | Cullen Jones                                 | César Cielo Filho                            |
| Rio de Janeiro 2016                           | Anthony Ervin                                 | Florent Manaudou                             | Nathan Adrian                                |
| Tokyo 2020                                    | Caeleb Dressel                                | Florent Manaudou                             | Bruno Fratus                                 |
| Parigi 2024                                   | Cameron McEvoy                                | Benjamin Proud                               | Florent Manaudou                             |
| Atleta meglio premiato: Gary Hall Jr. (2/1/0) | Atleta meglio premiato: Gary Hall Jr. (2/1/0) | Nazione meglio premiata: Stati Uniti (6/4/2) | Nazione meglio premiata: Stati Uniti (6/4/2) |

#### 100 metri
| Edizione                                                          | Oro                                                               | Argento                                       | Bronzo                                        |
| ----------------------------------------------------------------- | ----------------------------------------------------------------- | --------------------------------------------- | --------------------------------------------- |
| Atene 1896                                                        | Alfréd Hajós                                                      | Otto Herschmann                               | —                                             |
| Atene 1906                                                        | Charlie Daniels                                                   | Zoltán Halmay                                 | Cecil Healy                                   |
| Londra 1908                                                       | Charlie Daniels                                                   | Zoltán Halmay                                 | Harald Julin                                  |
| Stoccolma 1912                                                    | Duke Kahanamoku                                                   | Cecil Healy                                   | Kenneth Huszagh                               |
| Anversa 1920                                                      | Duke Kahanamoku                                                   | Pua Kealoha                                   | Bill Harris                                   |
| Parigi 1924                                                       | Johnny Weissmuller                                                | Duke Kahanamoku                               | Samuel Kahanamoku                             |
| Amsterdam 1928                                                    | Johnny Weissmuller                                                | István Bárány                                 | Katsuo Takaishi                               |
| Los Angeles 1932                                                  | Yasuji Miyazaki                                                   | Tatsugo Kawaishi                              | Albert Schwartz                               |
| Berlino 1936                                                      | Ferenc Csik                                                       | Masanori Yusa                                 | Shigeo Arai                                   |
| Londra 1948                                                       | Walter Ris                                                        | Alan Ford                                     | Géza Kádas                                    |
| Helsinki 1952                                                     | Clarke Scholes                                                    | Hiroshi Suzuki                                | Göran Larsson                                 |
| Melbourne 1956                                                    | Jon Henricks                                                      | John Devitt                                   | Gary Chapman                                  |
| Roma 1960                                                         | John Devitt                                                       | Lance Larson                                  | Manoel dos Santos                             |
| Tokyo 1964                                                        | Don Schollander                                                   | Bobby McGregor                                | Hans-Joachim Klein                            |
| Città del Messico 1968                                            | Michael Wenden                                                    | Kenneth Walsh                                 | Mark Spitz                                    |
| Monaco di Baviera 1972                                            | Mark Spitz                                                        | Jerry Heidenreich                             | Vladimir Bure                                 |
| Montréal 1976                                                     | Jim Montgomery                                                    | Jack Babashoff                                | Peter Nocke                                   |
| Mosca 1980                                                        | Jörg Woithe                                                       | Per Holmertz                                  | Per Johansson                                 |
| Los Angeles 1984                                                  | Rowdy Gaines                                                      | Mark Stockwell                                | Per Johansson                                 |
| Seul 1988                                                         | Matt Biondi                                                       | Chris Jacobs                                  | Stéphan Caron                                 |
| Barcellona 1992                                                   | Aleksandr Popov                                                   | Gustavo Borges                                | Stéphan Caron                                 |
| Atlanta 1996                                                      | Aleksandr Popov                                                   | Gary Hall Jr.                                 | Gustavo Borges                                |
| Sydney 2000                                                       | Pieter van den Hoogenband                                         | Aleksandr Popov                               | Gary Hall Jr.                                 |
| Atene 2004                                                        | Pieter van den Hoogenband                                         | Roland Schoeman                               | Ian Thorpe                                    |
| Pechino 2008                                                      | Alain Bernard                                                     | Eamon Sullivan                                | Jason Lezak                                   |
| Pechino 2008                                                      | Alain Bernard                                                     | Eamon Sullivan                                | César Cielo Filho                             |
| Londra 2012                                                       | Nathan Adrian                                                     | James Magnussen                               | Brent Hayden                                  |
| Rio de Janeiro 2016                                               | Kyle Chalmers                                                     | Pieter Timmers                                | Nathan Adrian                                 |
| Tokyo 2020                                                        | Caeleb Dressel                                                    | Kyle Chalmers                                 | Kliment Kolesnikov                            |
| Parigi 2024                                                       | Pan Zhanle                                                        | Kyle Chalmers                                 | David Popovici                                |
| Atleta meglio premiato: Duke Kahanamoku e Aleksandr Popov (2/1/0) | Atleta meglio premiato: Duke Kahanamoku e Aleksandr Popov (2/1/0) | Nazione meglio premiata: Stati Uniti (14/9/8) | Nazione meglio premiata: Stati Uniti (14/9/8) |

#### 200 metri
| Edizione                                                         | Oro                                                              | Argento                                    | Bronzo                                     |
| ---------------------------------------------------------------- | ---------------------------------------------------------------- | ------------------------------------------ | ------------------------------------------ |
| Parigi 1900                                                      | Fred Lane                                                        | Zoltán Halmay                              | Karl Ruberl                                |
| Città del Messico 1968                                           | Michael Wenden                                                   | Don Schollander                            | John Nelson                                |
| Monaco di Baviera 1972                                           | Mark Spitz                                                       | Steve Genter                               | Werner Lampe                               |
| Montréal 1976                                                    | Bruce Furniss                                                    | John Naber                                 | Jim Montgomery                             |
| Mosca 1980                                                       | Sergej Kopljakov                                                 | Andrej Krylov                              | Graeme Brewer                              |
| Los Angeles 1984                                                 | Michael Groß                                                     | Michael Heath                              | Thomas Fahrner                             |
| Seul 1988                                                        | Duncan Armstrong                                                 | Anders Holmertz                            | Matt Biondi                                |
| Barcellona 1992                                                  | Evgenij Sadovyj                                                  | Anders Holmertz                            | Antti Kasvio                               |
| Atlanta 1996                                                     | Danyon Loader                                                    | Gustavo Borges                             | Daniel Kowalski                            |
| Sydney 2000                                                      | Pieter van den Hoogenband                                        | Ian Thorpe                                 | Massimiliano Rosolino                      |
| Atene 2004                                                       | Ian Thorpe                                                       | Pieter van den Hoogenband                  | Michael Phelps                             |
| Pechino 2008                                                     | Michael Phelps                                                   | Park Tae-hwan                              | Peter Vanderkaay                           |
| Londra 2012                                                      | Yannick Agnel                                                    | Park Tae-hwan                              | —                                          |
| Londra 2012                                                      | Yannick Agnel                                                    | Sun Yang                                   | —                                          |
| Rio de Janeiro 2016                                              | Sun Yang                                                         | Chad le Clos                               | Conor Dwyer                                |
| Tokyo 2020                                                       | Thomas Dean                                                      | Duncan Scott                               | Fernando Scheffer                          |
| Parigi 2024                                                      | David Popovici                                                   | Matthew Richards                           | Luke Hobson                                |
| Atleta meglio premiato: Thorpe, van den Hoogenband e Sun (1/1/0) | Atleta meglio premiato: Thorpe, van den Hoogenband e Sun (1/1/0) | Nazione meglio premiata: Australia (4/1/2) | Nazione meglio premiata: Australia (4/1/2) |

#### 400 metri
| Edizione                                                 | Oro                                                      | Argento                                      | Bronzo                                       |
| -------------------------------------------------------- | -------------------------------------------------------- | -------------------------------------------- | -------------------------------------------- |
| Atene 1906                                               | Otto Scheff                                              | Henry Taylor                                 | John Jarvis                                  |
| Londra 1908                                              | Henry Taylor                                             | Frank Beaurepaire                            | Otto Scheff                                  |
| Stoccolma 1912                                           | George Hodgson                                           | Jack Hatfield                                | Harold Hardwick                              |
| Anversa 1920                                             | Norman Ross                                              | Ludy Langer                                  | George Vernot                                |
| Parigi 1924                                              | Johnny Weissmuller                                       | Arne Borg                                    | Andrew Charlton                              |
| Amsterdam 1928                                           | Alberto Zorrilla                                         | Andrew Charlton                              | Arne Borg                                    |
| Los Angeles 1932                                         | Buster Crabbe                                            | Jean Taris                                   | Tsutomu Ōyokota                              |
| Berlino 1936                                             | Jack Medica                                              | Shunpei Uto                                  | Shōzō Makino                                 |
| Londra 1948                                              | William Smith                                            | James McLane                                 | John Marshall                                |
| Helsinki 1952                                            | Jean Boiteux                                             | Ford Konno                                   | Per-Olof Östrand                             |
| Melbourne 1956                                           | Murray Rose                                              | Tsuyoshi Yamanaka                            | George Breen                                 |
| Roma 1960                                                | Murray Rose                                              | Tsuyoshi Yamanaka                            | John Konrads                                 |
| Tokyo 1964                                               | Don Schollander                                          | Frank Wiegand                                | Allan Wood                                   |
| Città del Messico 1968                                   | Mike Burton                                              | Ralph Hutton                                 | Alain Mosconi                                |
| Monaco di Baviera 1972                                   | Brad Cooper                                              | Steve Genter                                 | Tom McBreen                                  |
| Montréal 1976                                            | Brian Goodell                                            | Tim Shaw                                     | Vladimir Raskatov                            |
| Mosca 1980                                               | Vladimir Sal'nikov                                       | Andrej Krylov                                | Ivar Stukolkin                               |
| Los Angeles 1984                                         | George DiCarlo                                           | John Mykkanen                                | Justin Lemberg                               |
| Seul 1988                                                | Uwe Daßler                                               | Duncan Armstrong                             | Artur Wojdat                                 |
| Barcellona 1992                                          | Evgenij Sadovyj                                          | Kieren Perkins                               | Anders Holmertz                              |
| Atlanta 1996                                             | Danyon Loader                                            | Paul Palmer                                  | Daniel Kowalski                              |
| Sydney 2000                                              | Ian Thorpe                                               | Massimiliano Rosolino                        | Klete Keller                                 |
| Atene 2004                                               | Ian Thorpe                                               | Grant Hackett                                | Klete Keller                                 |
| Pechino 2008                                             | Park Tae-hwan                                            | Zhang Lin                                    | Larsen Jensen                                |
| Londra 2012                                              | Sun Yang                                                 | Park Tae-hwan                                | Peter Vanderkaay                             |
| Rio de Janeiro 2016                                      | Mack Horton                                              | Sun Yang                                     | Gabriele Detti                               |
| Tokyo 2020                                               | Ahmed Hafnaoui                                           | Jack McLoughlin                              | Kieran Smith                                 |
| Parigi 2024                                              | Lukas Märtens                                            | Elijah Winnington                            | Kim Woo-min                                  |
| Atleta meglio premiato: Ian Thorpe e Murray Rose (2/0/0) | Atleta meglio premiato: Ian Thorpe e Murray Rose (2/0/0) | Nazione meglio premiata: Stati Uniti (9/6/7) | Nazione meglio premiata: Stati Uniti (9/6/7) |

#### 800 metri
| Edizione    | Oro           | Argento              | Bronzo               |
| ----------- | ------------- | -------------------- | -------------------- |
| Tokyo 2020  | Robert Finke  | Gregorio Paltrinieri | Mychajlo Romančuk    |
| Parigi 2024 | Daniel Wiffen | Robert Finke         | Gregorio Paltrinieri |

#### 1500 metri
| Edizione                                                       | Oro                                                            | Argento                                    | Bronzo                                     |
| -------------------------------------------------------------- | -------------------------------------------------------------- | ------------------------------------------ | ------------------------------------------ |
| Londra 1908                                                    | Henry Taylor                                                   | Thomas Battersby                           | Frank Beaurepaire                          |
| Stoccolma 1912                                                 | George Hodgson                                                 | Jack Hatfield                              | Harold Hardwick                            |
| Anversa 1920                                                   | Norman Ross                                                    | George Vernot                              | Frank Beaurepaire                          |
| Parigi 1924                                                    | Andrew Charlton                                                | Arne Borg                                  | Frank Beaurepaire                          |
| Amsterdam 1928                                                 | Arne Borg                                                      | Andrew Charlton                            | Buster Crabbe                              |
| Los Angeles 1932                                               | Kusuo Kitamura                                                 | Shōzō Makino                               | James Cristy                               |
| Berlino 1936                                                   | Noboru Terada                                                  | Jack Medica                                | Shunpei Uto                                |
| Londra 1948                                                    | James McLane                                                   | John Marshall                              | György Mitró                               |
| Helsinki 1952                                                  | Ford Konno                                                     | Shirō Hashizume                            | Tetsuo Okamoto                             |
| Melbourne 1956                                                 | Murray Rose                                                    | Tsuyoshi Yamanaka                          | George Breen                               |
| Roma 1960                                                      | John Konrads                                                   | Murray Rose                                | George Breen                               |
| Tokyo 1964                                                     | Robert Windle                                                  | John Nelson                                | Allan Wood                                 |
| Città del Messico 1968                                         | Mike Burton                                                    | John Kinsella                              | Greg Brough                                |
| Monaco di Baviera 1972                                         | Mike Burton                                                    | Graham Windeatt                            | Douglas Northway                           |
| Montréal 1976                                                  | Brian Goodell                                                  | Bobby Hackett                              | Stephen Holland                            |
| Mosca 1980                                                     | Vladimir Sal'nikov                                             | Aleksandr Čaev                             | Max Metzker                                |
| Los Angeles 1984                                               | Michael O'Brien                                                | George DiCarlo                             | Stefan Pfeiffer                            |
| Seul 1988                                                      | Vladimir Sal'nikov                                             | Stefan Pfeiffer                            | Uwe Daßler                                 |
| Barcellona 1992                                                | Kieren Perkins                                                 | Glen Housman                               | Jörg Hoffmann                              |
| Atlanta 1996                                                   | Kieren Perkins                                                 | Daniel Kowalski                            | Graeme Smith                               |
| Sydney 2000                                                    | Grant Hackett                                                  | Kieren Perkins                             | Chris Thompson                             |
| Atene 2004                                                     | Grant Hackett                                                  | Larsen Jensen                              | David Davies                               |
| Pechino 2008                                                   | Oussama Mellouli                                               | Grant Hackett                              | Ryan Cochrane                              |
| Londra 2012                                                    | Sun Yang                                                       | Ryan Cochrane                              | Oussama Mellouli                           |
| Rio de Janeiro 2016                                            | Gregorio Paltrinieri                                           | Connor Jaeger                              | Gabriele Detti                             |
| Tokyo 2020                                                     | Robert Finke                                                   | Mychajlo Romančuk                          | Florian Wellbrock                          |
| Parigi 2024                                                    | Robert Finke                                                   | Gregorio Paltrinieri                       | Daniel Wiffen                              |
| Atleta meglio premiato: Kieren Perkins e Grant Hackett (2/1/0) | Atleta meglio premiato: Kieren Perkins e Grant Hackett (2/1/0) | Nazione meglio premiata: Australia (8/8/6) | Nazione meglio premiata: Australia (8/8/6) |

### Dorso

#### 100 metri
| Edizione                                       | Oro                                            | Argento                                         | Bronzo                                          |
| ---------------------------------------------- | ---------------------------------------------- | ----------------------------------------------- | ----------------------------------------------- |
| Londra 1908                                    | Arno Bieberstein                               | Ludvig Dam                                      | Herbert Haresnape                               |
| Stoccolma 1912                                 | Harry Hebner                                   | Otto Fahr                                       | Paul Kellner                                    |
| Anversa 1920                                   | Warren Paoa Kealoha                            | Ray Kegeris                                     | Gérard Blitz                                    |
| Parigi 1924                                    | Warren Paoa Kealoha                            | Paul Wyatt                                      | Károly Bartha                                   |
| Amsterdam 1928                                 | George Kojac                                   | Walter Laufer                                   | Paul Wyatt                                      |
| Los Angeles 1932                               | Masaji Kiyokawa                                | Toshio Irie                                     | Kentarō Kawatsu                                 |
| Berlino 1936                                   | Adolph Kiefer                                  | Albert van de Weghe                             | Masaji Kiyokawa                                 |
| Londra 1948                                    | Allen Stack                                    | Robert Cowell                                   | Georges Vallerey                                |
| Helsinki 1952                                  | Yoshinobu Oyakawa                              | Gilbert Bozon                                   | Jack Taylor                                     |
| Melbourne 1956                                 | David Theile                                   | John Monckton                                   | Frank McKinney                                  |
| Roma 1960                                      | David Theile                                   | Frank McKinney                                  | Robert Bennett                                  |
| Città del Messico 1968                         | Roland Matthes                                 | Charles Hickcox                                 | Ronald Mills                                    |
| Monaco di Baviera 1972                         | Roland Matthes                                 | Mike Stamm                                      | John Murphy                                     |
| Montréal 1976                                  | John Naber                                     | Peter Rocca                                     | Roland Matthes                                  |
| Mosca 1980                                     | Bengt Baron                                    | Viktor Kuznecov                                 | Vladimir Dolgov                                 |
| Los Angeles 1984                               | Rick Carey                                     | David Wilson                                    | Mike West                                       |
| Seul 1988                                      | Daichi Suzuki                                  | David Berkoff                                   | Igor' Poljanskij                                |
| Barcellona 1992                                | Mark Tewksbury                                 | Jeff Rouse                                      | David Berkoff                                   |
| Atlanta 1996                                   | Jeff Rouse                                     | Rodolfo Falcón                                  | Neisser Bent                                    |
| Sydney 2000                                    | Lenny Krayzelburg                              | Matt Welsh                                      | Stev Theloke                                    |
| Atene 2004                                     | Aaron Peirsol                                  | Markus Rogan                                    | Tomomi Morita                                   |
| Pechino 2008                                   | Aaron Peirsol                                  | Matt Grevers                                    | Arkadij Vjatčanin                               |
| Pechino 2008                                   | Aaron Peirsol                                  | Matt Grevers                                    | Hayden Stoeckel                                 |
| Londra 2012                                    | Matthew Grevers                                | Nick Thoman                                     | Ryōsuke Irie                                    |
| Rio de Janeiro 2016                            | Ryan Murphy                                    | Xu Jiayu                                        | David Plummer                                   |
| Tokyo 2020                                     | Evgenij Rylov                                  | Kliment Kolesnikov                              | Ryan Murphy                                     |
| Parigi 2024                                    | Thomas Ceccon                                  | Xu Jiayu                                        | Ryan Murphy                                     |
| Atleta meglio premiato: Roland Matthes (2/0/1) | Atleta meglio premiato: Roland Matthes (2/0/1) | Nazione meglio premiata: Stati Uniti (15/14/10) | Nazione meglio premiata: Stati Uniti (15/14/10) |

#### 200 metri
| Edizione                                       | Oro                                            | Argento                                      | Bronzo                                       |
| ---------------------------------------------- | ---------------------------------------------- | -------------------------------------------- | -------------------------------------------- |
| Parigi 1900                                    | Ernst Hoppenberg                               | Karl Ruberl                                  | Johannes Drost                               |
| Tokyo 1964                                     | Jed Graef                                      | Gary Dilley                                  | Robert Bennett                               |
| Città del Messico 1968                         | Roland Matthes                                 | Mitchell Ivey                                | Jack Horsley                                 |
| Monaco di Baviera 1972                         | Roland Matthes                                 | Mike Stamm                                   | Mitchell Ivey                                |
| Montréal 1976                                  | John Naber                                     | Peter Rocca                                  | Dan Harrigan                                 |
| Mosca 1980                                     | Sándor Wladár                                  | Zoltán Verrasztó                             | Mark Kerry                                   |
| Los Angeles 1984                               | Rick Carey                                     | Frédéric Delcourt                            | Cameron Henning                              |
| Seul 1988                                      | Igor' Poljanskij                               | Frank Baltrusch                              | Paul Kingsman                                |
| Barcellona 1992                                | Martín López-Zubero                            | Vladimir Sel'kov                             | Stefano Battistelli                          |
| Atlanta 1996                                   | Brad Bridgewater                               | Tripp Schwenk                                | Emanuele Merisi                              |
| Sydney 2000                                    | Lenny Krayzelburg                              | Aaron Peirsol                                | Matt Welsh                                   |
| Atene 2004                                     | Aaron Peirsol                                  | Markus Rogan                                 | Răzvan Florea                                |
| Pechino 2008                                   | Ryan Lochte                                    | Aaron Peirsol                                | Arkadij Vjatčanin                            |
| Londra 2012                                    | Tyler Clary                                    | Ryōsuke Irie                                 | Ryan Lochte                                  |
| Rio de Janeiro 2016                            | Ryan Murphy                                    | Mitch Larkin                                 | Evgenij Rylov                                |
| Tokyo 2020                                     | Evgenij Rylov                                  | Ryan Murphy                                  | Luke Greenbank                               |
| Parigi 2024                                    | Hubert Kós                                     | Apostolos Chrīstou                           | Roman Mityukov                               |
| Atleta meglio premiato: Roland Matthes (2/0/0) | Atleta meglio premiato: Roland Matthes (2/0/0) | Nazione meglio premiata: Stati Uniti (9/8/5) | Nazione meglio premiata: Stati Uniti (9/8/5) |

### Rana

#### 100 metri
| Edizione                                   | Oro                                        | Argento                                      | Bronzo                                       |
| ------------------------------------------ | ------------------------------------------ | -------------------------------------------- | -------------------------------------------- |
| Città del Messico 1968                     | Don McKenzie                               | Vladimir Kosinskij                           | Nikolaj Pankin                               |
| Monaco di Baviera 1972                     | Nobutaka Taguchi                           | Tom Bruce                                    | John Hencken                                 |
| Montréal 1976                              | John Hencken                               | David Wilkie                                 | Arvydas Juozaitis                            |
| Mosca 1980                                 | Duncan Goodhew                             | Arsens Miskarovs                             | Peter Evans                                  |
| Los Angeles 1984                           | Steve Lundquist                            | Victor Davis                                 | Peter Evans                                  |
| Seul 1988                                  | Adrian Moorhouse                           | Károly Güttler                               | Dmitrij Volkov                               |
| Barcellona 1992                            | Nelson Diebel                              | Norbert Rózsa                                | Phil Rogers                                  |
| Atlanta 1996                               | Frederik Deburghgraeve                     | Jeremy Linn                                  | Mark Warnecke                                |
| Sydney 2000                                | Domenico Fioravanti                        | Ed Moses                                     | Roman Sludnov                                |
| Atene 2004                                 | Kōsuke Kitajima                            | Brendan Hansen                               | Hugues Duboscq                               |
| Pechino 2008                               | Kōsuke Kitajima                            | Alexander Dale Oen                           | Hugues Duboscq                               |
| Londra 2012                                | Cameron van der Burgh                      | Christian Sprenger                           | Brendan Hansen                               |
| Rio de Janeiro 2016                        | Adam Peaty                                 | Cameron van der Burgh                        | Cody Miller                                  |
| Tokyo 2020                                 | Adam Peaty                                 | Arno Kamminga                                | Nicolò Martinenghi                           |
| Parigi 2024                                | Nicolò Martinenghi                         | Adam Peaty                                   | Non assegnata.                               |
| Parigi 2024                                | Nicolò Martinenghi                         | Nic Fink                                     | Non assegnata.                               |
| Atleta meglio premiato: Adam Peaty (2/1/0) | Atleta meglio premiato: Adam Peaty (2/1/0) | Nazione meglio premiata: Stati Uniti (4/5/3) | Nazione meglio premiata: Stati Uniti (4/5/3) |

#### 200 metri
| Edizione                                                            | Oro                                                                 | Argento                                   | Bronzo                                    |
| ------------------------------------------------------------------- | ------------------------------------------------------------------- | ----------------------------------------- | ----------------------------------------- |
| Londra 1908                                                         | Frederick Holman                                                    | William Robinson                          | Pontus Hanson                             |
| Stoccolma 1912                                                      | Walter Bathe                                                        | Wilhelm Lützow                            | Paul Malisch                              |
| Anversa 1920                                                        | Håkan Malmrot                                                       | Thor Henning                              | Arvo Aaltonen                             |
| Parigi 1924                                                         | Robert Skelton                                                      | Joseph De Combe                           | William Kirschbaum                        |
| Amsterdam 1928                                                      | Yoshiyuki Tsuruta                                                   | Erich Rademacher                          | Teófilo Yldefonso                         |
| Los Angeles 1932                                                    | Yoshiyuki Tsuruta                                                   | Reizō Koike                               | Teófilo Yldefonso                         |
| Berlino 1936                                                        | Tetsuo Hamuro                                                       | Erwin Sietas                              | Reizō Koike                               |
| Londra 1948                                                         | Joseph Verdeur                                                      | Keith Carter                              | Bob Sohl                                  |
| Helsinki 1952                                                       | John Davies                                                         | Bowen Stassforth                          | Herbert Klein                             |
| Melbourne 1956                                                      | Masaru Furukawa                                                     | Masahiro Yoshimura                        | Charis Juničev                            |
| Roma 1960                                                           | William Mulliken                                                    | Yoshihiko Ōsaki                           | Wieger Mensonides                         |
| Tokyo 1964                                                          | Ian O'Brien                                                         | Georgij Prokopenko                        | Chester Jastremski                        |
| Città del Messico 1968                                              | Felipe Muñoz-Kapamas                                                | Vladimir Kosinskij                        | Brian Job                                 |
| Monaco di Baviera 1972                                              | John Hencken                                                        | David Wilkie                              | Nobutaka Taguchi                          |
| Montréal 1976                                                       | David Wilkie                                                        | John Hencken                              | Rick Colella                              |
| Mosca 1980                                                          | Robertas Žulpa                                                      | Albán Vermes                              | Arsens Miskarovs                          |
| Los Angeles 1984                                                    | Victor Davis                                                        | Glenn Beringen                            | Étienne Dagon                             |
| Seul 1988                                                           | József Szabó                                                        | Nick Gillingham                           | Sergio López Miró                         |
| Barcellona 1992                                                     | Mike Barrowman                                                      | Norbert Rózsa                             | Nick Gillingham                           |
| Atlanta 1996                                                        | Norbert Rózsa                                                       | Károly Güttler                            | Andrej Korneev                            |
| Sydney 2000                                                         | Domenico Fioravanti                                                 | Terence Parkin                            | Davide Rummolo                            |
| Atene 2004                                                          | Kōsuke Kitajima                                                     | Dániel Gyurta                             | Brendan Hansen                            |
| Pechino 2008                                                        | Kōsuke Kitajima                                                     | Brenton Rickard                           | Hugues Duboscq                            |
| Londra 2012                                                         | Dániel Gyurta                                                       | Michael Jamieson                          | Ryō Tateishi                              |
| Rio de Janeiro 2016                                                 | Dmitrij Balandin                                                    | Josh Prenot                               | Anton Čupkov                              |
| Tokyo 2020                                                          | Zac Stubblety-Cook                                                  | Arno Kamminga                             | Matti Mattsson                            |
| Parigi 2024                                                         | Léon Marchand                                                       | Zac Stubblety-Cook                        | Caspar Corbeau                            |
| Atleta meglio premiato: Yoshiyuki Tsuruta e Kōsuke Kitajima (2/0/0) | Atleta meglio premiato: Yoshiyuki Tsuruta e Kōsuke Kitajima (2/0/0) | Nazione meglio premiata: Giappone (6/3/3) | Nazione meglio premiata: Giappone (6/3/3) |

### Farfalla

#### 100 metri
| Edizione                                       | Oro                                            | Argento                                      | Bronzo                                       |
| ---------------------------------------------- | ---------------------------------------------- | -------------------------------------------- | -------------------------------------------- |
| Città del Messico 1968                         | Doug Russell                                   | Mark Spitz                                   | Ross Wales                                   |
| Monaco di Baviera 1972                         | Mark Spitz                                     | Bruce Robertson                              | Jerry Heidenreich                            |
| Montréal 1976                                  | Matt Vogel                                     | Joe Bottom                                   | Gary Hall Sr.                                |
| Mosca 1980                                     | Pär Arvidsson                                  | Roger Pyttel                                 | David López-Zubero                           |
| Los Angeles 1984                               | Michael Gross                                  | Pablo Morales                                | Glenn Buchanan                               |
| Seul 1988                                      | Anthony Nesty                                  | Matt Biondi                                  | Andy Jameson                                 |
| Barcellona 1992                                | Pablo Morales                                  | Rafał Szukała                                | Anthony Nesty                                |
| Atlanta 1996                                   | Denis Pankratov                                | Scott Miller                                 | Vladislav Kulikov                            |
| Sydney 2000                                    | Lars Frölander                                 | Michael Klim                                 | Geoff Huegill                                |
| Atene 2004                                     | Michael Phelps                                 | Ian Crocker                                  | Andrij Serdinov                              |
| Pechino 2008                                   | Michael Phelps                                 | Milorad Čavić                                | Andrew Lauterstein                           |
| Londra 2012                                    | Michael Phelps                                 | Chad le Clos                                 | —                                            |
| Londra 2012                                    | Michael Phelps                                 | Evgenij Korotyškin                           | —                                            |
| Rio de Janeiro 2016                            | Joseph Schooling                               | Chad le Clos                                 | —                                            |
| Rio de Janeiro 2016                            | Joseph Schooling                               | Michael Phelps                               | —                                            |
| Rio de Janeiro 2016                            | Joseph Schooling                               | László Cseh                                  | —                                            |
| Tokyo 2020                                     | Caeleb Dressel                                 | Kristóf Milák                                | Noè Ponti                                    |
| Parigi 2024                                    | Kristóf Milák                                  | Joshua Liendo                                | Ilya Kharun                                  |
| Atleta meglio premiato: Michael Phelps (3/1/0) | Atleta meglio premiato: Michael Phelps (3/1/0) | Nazione meglio premiata: Stati Uniti (8/6/3) | Nazione meglio premiata: Stati Uniti (8/6/3) |

#### 200 metri
| Edizione                                       | Oro                                            | Argento                                       | Bronzo                                        |
| ---------------------------------------------- | ---------------------------------------------- | --------------------------------------------- | --------------------------------------------- |
| Melbourne 1956                                 | William Yorzyk                                 | Takashi Ishimoto                              | György Tumpek                                 |
| Roma 1960                                      | Michael Troy                                   | Neville Hayes                                 | Dave Gillanders                               |
| Tokyo 1964                                     | Kevin Berry                                    | Carl Robie                                    | Fred Schmidt                                  |
| Città del Messico 1968                         | Carl Robie                                     | Martyn Woodroffe                              | John Ferris                                   |
| Monaco di Baviera 1972                         | Mark Spitz                                     | Gary Hall Sr.                                 | Robin Backhaus                                |
| Montréal 1976                                  | Mike Bruner                                    | Steve Gregg                                   | Bill Forrester                                |
| Mosca 1980                                     | Sergej Fesenko                                 | Philip Hubble                                 | Roger Pyttel                                  |
| Los Angeles 1984                               | Jon Sieben                                     | Michael Gross                                 | Rafael Vidal                                  |
| Seul 1988                                      | Michael Gross                                  | Benny Nielsen                                 | Anthony Mosse                                 |
| Barcellona 1992                                | Melvin Stewart                                 | Danyon Loader                                 | Franck Esposito                               |
| Atlanta 1996                                   | Denis Pankratov                                | Tom Malchow                                   | Scott Goodman                                 |
| Sydney 2000                                    | Tom Malchow                                    | Denys Sylant'jev                              | Justin Norris                                 |
| Atene 2004                                     | Michael Phelps                                 | Takashi Yamamoto                              | Stephen Parry                                 |
| Pechino 2008                                   | Michael Phelps                                 | László Cseh                                   | Takeshi Matsuda                               |
| Londra 2012                                    | Chad le Clos                                   | Michael Phelps                                | Takeshi Matsuda                               |
| Rio de Janeiro 2016                            | Michael Phelps                                 | Masato Sakai                                  | Tamás Kenderesi                               |
| Tokyo 2020                                     | Kristóf Milák                                  | Tomoru Honda                                  | Federico Burdisso                             |
| Parigi 2024                                    | Léon Marchand                                  | Kristóf Milák                                 | Ilya Kharun                                   |
| Atleta meglio premiato: Michael Phelps (3/1/0) | Atleta meglio premiato: Michael Phelps (3/1/0) | Nazione meglio premiata: Stati Uniti (10/5/5) | Nazione meglio premiata: Stati Uniti (10/5/5) |

### Misti

#### 200 metri
| Edizione                                       | Oro                                            | Argento                                      | Bronzo                                       |
| ---------------------------------------------- | ---------------------------------------------- | -------------------------------------------- | -------------------------------------------- |
| Città del Messico 1968                         | Charles Hickcox                                | Gregory Buckingham                           | John Ferris                                  |
| Monaco di Baviera 1972                         | Gunnar Larsson                                 | Tim McKee                                    | Steve Furniss                                |
| Los Angeles 1984                               | Alex Baumann                                   | Pablo Morales                                | Neil Cochran                                 |
| Seul 1988                                      | Tamás Darnyi                                   | Patrick Kühl                                 | Vadim Jaroščuk                               |
| Barcellona 1992                                | Tamás Darnyi                                   | Greg Burgess                                 | Attila Czene                                 |
| Atlanta 1996                                   | Attila Czene                                   | Jani Sievinen                                | Curtis Myden                                 |
| Sydney 2000                                    | Massimiliano Rosolino                          | Tom Dolan                                    | Tom Wilkens                                  |
| Atene 2004                                     | Michael Phelps                                 | Ryan Lochte                                  | George Bovell                                |
| Pechino 2008                                   | Michael Phelps                                 | László Cseh                                  | Ryan Lochte                                  |
| Londra 2012                                    | Michael Phelps                                 | Ryan Lochte                                  | László Cseh                                  |
| Rio de Janeiro 2016                            | Michael Phelps                                 | Kōsuke Hagino                                | Wang Shun                                    |
| Tokyo 2020                                     | Wang Shun                                      | Duncan Scott                                 | Jérémy Desplanches                           |
| Parigi 2024                                    | Léon Marchand                                  | Duncan Scott                                 | Wang Shun                                    |
| Atleta meglio premiato: Michael Phelps (4/0/0) | Atleta meglio premiato: Michael Phelps (4/0/0) | Nazione meglio premiata: Stati Uniti (5/7/4) | Nazione meglio premiata: Stati Uniti (5/7/4) |

#### 400 metri
| Edizione                                               | Oro                                                    | Argento                                       | Bronzo                                        |
| ------------------------------------------------------ | ------------------------------------------------------ | --------------------------------------------- | --------------------------------------------- |
| Tokyo 1964                                             | Richard Roth                                           | Roy Saari                                     | Gerhard Hetz                                  |
| Città del Messico 1968                                 | Charles Hickcox                                        | Gary Hall Sr.                                 | Michael Holthaus                              |
| Monaco di Baviera 1972                                 | Gunnar Larsson                                         | Tim McKee                                     | András Hargitay                               |
| Montréal 1976                                          | Rod Strachan                                           | Tim McKee                                     | Andrej Smirnov                                |
| Mosca 1980                                             | Aleksandr Sidorenko                                    | Sergej Fesenko                                | Zoltán Verrasztó                              |
| Los Angeles 1984                                       | Alex Baumann                                           | Ricardo Prado                                 | Robert Woodhouse                              |
| Seul 1988                                              | Tamás Darnyi                                           | David Wharton                                 | Stefano Battistelli                           |
| Barcellona 1992                                        | Tamás Darnyi                                           | Eric Namesnik                                 | Luca Sacchi                                   |
| Atlanta 1996                                           | Tom Dolan                                              | Eric Namesnik                                 | Curtis Myden                                  |
| Sydney 2000                                            | Tom Dolan                                              | Erik Vendt                                    | Curtis Myden                                  |
| Atene 2004                                             | Michael Phelps                                         | Erik Vendt                                    | László Cseh                                   |
| Pechino 2008                                           | Michael Phelps                                         | László Cseh                                   | Ryan Lochte                                   |
| Londra 2012                                            | Ryan Lochte                                            | Thiago Pereira                                | Kōsuke Hagino                                 |
| Rio de Janeiro 2016                                    | Kōsuke Hagino                                          | Chase Kalisz                                  | Daiya Seto                                    |
| Tokyo 2020                                             | Chase Kalisz                                           | Jay Litherland                                | Brendon Smith                                 |
| Parigi 2024                                            | Léon Marchand                                          | Tomoyuki Matsushita                           | Carson Foster                                 |
| Atleta meglio premiato: Darnyi, Dolan e Phelps (2/0/0) | Atleta meglio premiato: Darnyi, Dolan e Phelps (2/0/0) | Nazione meglio premiata: Stati Uniti (9/11/2) | Nazione meglio premiata: Stati Uniti (9/11/2) |

### Staffette

#### 4x100m stile libero
| Edizione                                      | Oro         | Argento                   | Bronzo       |
| --------------------------------------------- | ----------- | ------------------------- | ------------ |
| Tokyo 1964                                    | Stati Uniti | Squadra Unificata Tedesca | Australia    |
| Città del Messico 1968                        | Stati Uniti | Unione Sovietica          | Australia    |
| Monaco di Baviera 1972                        | Stati Uniti | Unione Sovietica          | Germania Est |
| Los Angeles 1984                              | Stati Uniti | Australia                 | Svezia       |
| Seul 1988                                     | Stati Uniti | Unione Sovietica          | Germania Est |
| Barcellona 1992                               | Stati Uniti | Squadra Unificata         | Germania     |
| Atlanta 1996                                  | Stati Uniti | Russia                    | Germania     |
| Sydney 2000                                   | Australia   | Stati Uniti               | Brasile      |
| Atene 2004                                    | Sudafrica   | Paesi Bassi               | Stati Uniti  |
| Pechino 2008                                  | Stati Uniti | Francia                   | Australia    |
| Londra 2012                                   | Francia     | Stati Uniti               | Russia       |
| Rio de Janeiro 2016                           | Stati Uniti | Francia                   | Australia    |
| Tokyo 2020                                    | Stati Uniti | Italia                    | Australia    |
| Parigi 2024                                   | Stati Uniti | Australia                 | Italia       |
| Nazione meglio premiata: Stati Uniti (11/2/1) |             |                           |              |

#### 4x200m stile libero
| Edizione                                      | Oro               | Argento                   | Bronzo           |
| --------------------------------------------- | ----------------- | ------------------------- | ---------------- |
| Londra 1908                                   | Gran Bretagna     | Ungheria                  | Stati Uniti      |
| Stoccolma 1912                                | Australasia       | Stati Uniti               | Gran Bretagna    |
| Anversa 1920                                  | Stati Uniti       | Australia                 | Gran Bretagna    |
| Parigi 1924                                   | Stati Uniti       | Australia                 | Svezia           |
| Amsterdam 1928                                | Stati Uniti       | Giappone                  | Canada           |
| Los Angeles 1932                              | Giappone          | Stati Uniti               | Ungheria         |
| Berlino 1936                                  | Giappone          | Stati Uniti               | Ungheria         |
| Londra 1948                                   | Stati Uniti       | Ungheria                  | Francia          |
| Helsinki 1952                                 | Stati Uniti       | Giappone                  | Francia          |
| Melbourne 1956                                | Australia         | Stati Uniti               | Unione Sovietica |
| Roma 1960                                     | Stati Uniti       | Giappone                  | Australia        |
| Tokyo 1964                                    | Stati Uniti       | Squadra Unificata Tedesca | Giappone         |
| Città del Messico 1968                        | Stati Uniti       | Australia                 | Unione Sovietica |
| Monaco di Baviera 1972                        | Stati Uniti       | Germania Ovest            | Unione Sovietica |
| Montréal 1976                                 | Stati Uniti       | Unione Sovietica          | Gran Bretagna    |
| Mosca 1980                                    | Unione Sovietica  | Germania Est              | Brasile          |
| Los Angeles 1984                              | Stati Uniti       | Germania Ovest            | Gran Bretagna    |
| Seul 1988                                     | Stati Uniti       | Germania Est              | Germania Ovest   |
| Barcellona 1992                               | Squadra Unificata | Svezia                    | Stati Uniti      |
| Atlanta 1996                                  | Stati Uniti       | Svezia                    | Germania         |
| Sydney 2000                                   | Australia         | Stati Uniti               | Paesi Bassi      |
| Atene 2004                                    | Stati Uniti       | Australia                 | Italia           |
| Pechino 2008                                  | Stati Uniti       | Russia                    | Australia        |
| Londra 2012                                   | Stati Uniti       | Francia                   | Cina             |
| Rio de Janeiro 2016                           | Stati Uniti       | Gran Bretagna             | Giappone         |
| Tokyo 2020                                    | Gran Bretagna     | ROC                       | Australia        |
| Parigi 2024                                   | Gran Bretagna     | Stati Uniti               | Australia        |
| Nazione meglio premiata: Stati Uniti (17/6/2) |                   |                           |                  |

#### 4x100m misti
| Edizione                                      | Oro         | Argento                   | Bronzo           |
| --------------------------------------------- | ----------- | ------------------------- | ---------------- |
| Roma 1960                                     | Stati Uniti | Australia                 | Giappone         |
| Tokyo 1964                                    | Stati Uniti | Squadra Unificata Tedesca | Australia        |
| Città del Messico 1968                        | Stati Uniti | Germania Est              | Unione Sovietica |
| Monaco di Baviera 1972                        | Stati Uniti | Germania Est              | Canada           |
| Montréal 1976                                 | Stati Uniti | Canada                    | Germania Ovest   |
| Mosca 1980                                    | Australia   | Unione Sovietica          | Gran Bretagna    |
| Los Angeles 1984                              | Stati Uniti | Canada                    | Australia        |
| Seul 1988                                     | Stati Uniti | Canada                    | Unione Sovietica |
| Barcellona 1992                               | Stati Uniti | Squadra Unificata         | Canada           |
| Atlanta 1996                                  | Stati Uniti | Russia                    | Australia        |
| Sydney 2000                                   | Stati Uniti | Australia                 | Germania         |
| Atene 2004                                    | Stati Uniti | Germania                  | Giappone         |
| Pechino 2008                                  | Stati Uniti | Australia                 | Giappone         |
| Londra 2012                                   | Stati Uniti | Giappone                  | Australia        |
| Rio de Janeiro 2016                           | Stati Uniti | Gran Bretagna             | Giappone         |
| Tokyo 2020                                    | Stati Uniti | Gran Bretagna             | Italia           |
| Parigi 2024                                   | Cina        | Stati Uniti               | Francia          |
| Nazione meglio premiata: Stati Uniti (15/1/0) |             |                           |                  |

### Acque libere

#### Maratona 10 chilometri
| Edizione                                          | Oro                                               | Argento                                      | Bronzo                                       |
| ------------------------------------------------- | ------------------------------------------------- | -------------------------------------------- | -------------------------------------------- |
| Pechino 2008                                      | Maarten van der Weijden                           | David Davies                                 | Thomas Lurz                                  |
| Londra 2012                                       | Oussama Mellouli                                  | Thomas Lurz                                  | Richard Weinberger                           |
| Rio de Janeiro 2016                               | Ferry Weertman                                    | Spyridōn Gianniōtīs                          | Marc-Antoine Olivier                         |
| Tokyo 2020                                        | Florian Wellbrock                                 | Kristóf Rasovszky                            | Gregorio Paltrinieri                         |
| Parigi 2024                                       | Kristóf Rasovszky                                 | Oliver Klemet                                | Dávid Betlehem                               |
| Atleta meglio premiato: Kristóf Rasovszky (1/1/0) | Atleta meglio premiato: Kristóf Rasovszky (1/1/0) | Nazione meglio premiata: Paesi Bassi (2/0/0) | Nazione meglio premiata: Paesi Bassi (2/0/0) |

### Eventi non più in programma
| Edizione         | Oro                            | Argento                        | Bronzo                         |
| ---------------- | ------------------------------ | ------------------------------ | ------------------------------ |
| Atene 1896       | 100 m stile libero per marinai | 100 m stile libero per marinai | 100 m stile libero per marinai |
| Atene 1896       | Iōannīs Malokinīs              | Spyridōn Chasapīs              | Dīmītrios Drivas               |
| Atene 1896       | 500 m stile libero             |                                |                                |
| Atene 1896       | Paul Neumann                   | Antōnios Pepanos               | Efstathios Chōrafas            |
| Atene 1896       | 1200 m stile libero            |                                |                                |
| Atene 1896       | Alfréd Hajós                   | Iōannīs Andreou                | —                              |
| Parigi 1900      | 1000 m stile libero            | 1000 m stile libero            | 1000 m stile libero            |
| Parigi 1900      | John Jarvis                    | Otto Wahle                     | Zoltán Halmay                  |
| Parigi 1900      | 4000 m stile libero            |                                |                                |
| Parigi 1900      | John Jarvis                    | Zoltán Halmay                  | Louis Martin                   |
| Parigi 1900      | 200 m per squadre              |                                |                                |
| Parigi 1900      | Germania                       | Francia                        | Francia                        |
| Parigi 1900      | 200 m ostacoli                 |                                |                                |
| Parigi 1900      | Fred Lane                      | Otto Wahle                     | Peter Kemp                     |
| Parigi 1900      | Nuoto subacqueo                |                                |                                |
| Parigi 1900      | Charles Devendeville           | André Six                      | Peder Lykkeberg                |
| Saint Louis 1904 | 50 yd stile libero             | 50 yd stile libero             | 50 yd stile libero             |
| Saint Louis 1904 | Zoltán Halmay                  | Scott Leary                    | Charlie Daniels                |
| Saint Louis 1904 | 100 yd stile libero            |                                |                                |
| Saint Louis 1904 | Zoltán Halmay                  | Charlie Daniels                | Scott Leary                    |
| Saint Louis 1904 | 220 yd stile libero            |                                |                                |
| Saint Louis 1904 | Charlie Daniels                | Frank Gailey                   | Emil Rausch                    |
| Saint Louis 1904 | 440 yd stile libero            |                                |                                |
| Saint Louis 1904 | Charlie Daniels                | Frank Gailey                   | Otto Wahle                     |
| Saint Louis 1904 | 880 yd stile libero            |                                |                                |
| Saint Louis 1904 | Emil Rausch                    | Frank Gailey                   | Géza Kiss                      |
| Saint Louis 1904 | 100 yd dorso                   |                                |                                |
| Saint Louis 1904 | Walter Brack                   | Georg Hoffmann                 | Georg Zacharias                |
| Saint Louis 1904 | 440 yd rana                    |                                |                                |
| Saint Louis 1904 | Georg Zacharias                | Walter Brack                   | Jam Handy                      |
| Saint Louis 1904 | Staffetta 4x50 yd stile libero |                                |                                |
| Saint Louis 1904 | Stati Uniti                    | Stati Uniti                    | Stati Uniti                    |
| Saint Louis 1904 | Miglio stile libero            |                                |                                |
| Saint Louis 1904 | Emil Rausch                    | Géza Kiss                      | Frank Gailey                   |
| Atene 1906       | Henry Taylor                   | John Jarvis                    | Otto Scheff                    |
| Atene 1906       | Staffetta 4x250 m stile libero |                                |                                |
| Atene 1906       | Ungheria                       | Germania                       | Gran Bretagna                  |
| 400 m rana       |                                |                                |                                |
| Stoccolma 1912   | Walter Bathe                   | Thor Henning                   | Percy Courtman                 |
| Anversa 1920     | Håkan Malmrot                  | Thor Henning                   | Arvo Aaltonen                  |